# Тахсини, Хасан
Хасан Тахсини, также известен как Ходжа Тахсин (алб. Hasan Tahsini, Hoxha Tahsin, 7 апреля 1811 года, село Нинат, около города Конисполь, Саранда, Оттоманская империя — 4 июля 1881 года, Константинополь, Оттоманская империя) — албанский учёный, занимавшийся астрономией, философией и математикой, политик, деятель албанского национально-культурного возрождения. Первый ректор Стамбульского университета. Один из основателей Центрального комитета по защите албанских прав.

## Биография
Родился в селе Нинат около города Конисполь, Оттоманская империя. Его отец Осман Эфенди Ушити был членом сельской улемы. В молодости был воспитателем сыновей министра образования Оттоманской империи Хайруллы Эфенди. Был послан Хайруллой Эфенди в сотрудником Османской школы в Париже, где преподавал турецкий язык и мусульманское богословие. Одновременно он обучался в Парижском университете, где изучал математику и естественные науки. Обучался в Париже в течение двенадцати лет. В 1869 году возвратился в Константинополь, сопровождая тело умершего Фуада-паши, который умер в Ницце.
В 1870 году стал первым ректором вновь созданного Стамбульского университета. Преподавал в нём физику, астрономию и психологию. Проводил физические опыты на лекциях, за что был обвинён консервативными мусульманами в колдовстве. На него наложили фетву и изгнали из университета.
В 1877 году участвовал в организации Центрального комитета защиты албанских прав. В 1879 году основал Албанское культурное общество в Стамбуле (Shoqëria Kulturore Shqiptare të Stambollit).

## Научная деятельность
Написал первый трактат по психологии на турецком языке «Психология или наука о душе» и первую книгу и научно-популярное сочинении по современной астрономии. Перевёл сочинение «Loi Naturelle» Константина Франсуа Вольнея. В рамках албанского культурного возрождения разработал вместе с Сами Фрашери уникальный алфавит албанского языка.

### Сочинения
- Tabela astronomike, 1867;
- Bazat e kozmografise, 1883
- Njohuri mbi psilokogjine, 1884.